# Prawo Geigera-Nuttalla
Prawo Geigera-Nuttalla, reguła Geigera-Nuttalla – empiryczna zależność między stałą rozpadu {\displaystyle \lambda } naturalnego nuklidu alfa-promieniotwórczego a zasięgiem {\displaystyle r} emitowanej cząstki α w powietrzu, wyrażona wzorem
{\displaystyle \log \lambda =a+b\log r,}
gdzie {\displaystyle a} i {\displaystyle b} są stałymi, przy czym stała {\displaystyle a} jest zależna od szeregu promieniotwórczego, do którego należy dany nuklid. We współczesnej formie przedstawiane jest w postaci
{\displaystyle \ln \lambda =-a_{1}{\frac {Z}{\sqrt {E}}}+a_{2},}
gdzie dodatkowo {\displaystyle Z} jest liczbą atomową, {\displaystyle E} jest energią kinetyczną cząstki alfa i jądra odrzutu, zaś {\displaystyle a_{1}} i {\displaystyle a_{2}} są stałymi.

## Historia
W 1912 roku Hans Geiger i John Mitchell Nuttall zauważyli wyraźną korelację między szybkością rozpadu promieniotwórczego danego izotopu a energią wysyłanych przez ten izotop cząstek alfa (ich zasięg w powietrzu wzrasta wraz z początkową energią kinetyczną cząstki). Regułę wyjaśnił w 1928 roku George Gamow, korzystając ze swej teorii rozpadu alfa opartej na mechanice kwantowej i zjawisku tunelowania.